# Thrixspermum longilobum
Thrixspermum longilobum är en orkidéart som beskrevs av Johannes Jacobus Smith. Thrixspermum longilobum ingår i släktet Thrixspermum och familjen orkidéer. Inga underarter finns listade i Catalogue of Life.